# شتيفان دوباي
شتيفان دوباي (بالرومانية: Ștefan Dobay)‏ (26 سبتمبر 1909 - 7 أبريل 1994) لاعب كرة قدم روماني راحل كان يجيد اللعب في خط الهجوم.
لعب طوال مسيرته الرياضية في أندية سبارتا س.ف.ر. تيميشوارا (1925-1926) باناتول تيميشوارا (1926-1929) ريبنسيا تيميشوارا (1930-1940) س.أ. كلوج (1940-1941) توريكفيس (1941-1942) فلاكارا ميدياس (1945-1948).
مثل منتخب رومانيا في 41 مباراة مسجلا 20 هدف (1930-1939). شارك مع منتخب رومانيا في بطولة كأس العالم 1934 في إيطاليا حيث خرج من الدور الثمن النهائي وفي بطولة كأس العالم 1938 في فرنسا حيث خرج من الدور الثمن النهائي بعد مباراة الإعادة.
تولى تدريب أندية فلاكارا ميدياس (1947-1948) لوكوموتيفا تارغو موريش (1950) فلاكارا ميدياس (1951) لوكوموتيفا تارغو موريش (1952-1953) دينامو أوراشول ستالين (1954) لوكوموتيفا تارغو موريش (1955) ستيوا بوخارست (1956) أراد (1958) كلوج (1958-1959).

## وصلات خارجية
- شتيفان دوباي على موقع قاعدة بيانات كرة القدم.إي يو (الإنجليزية)
- شتيفان دوباي على موقع ناشيونال فوتبول تيمز (الإنجليزية)
- شتيفان دوباي على موقع Soccerway.com (الإنجليزية)
- شتيفان دوباي على موقع عالم كرة القدم.نت (الإنجليزية)

- سيرة ذاتية